# Servidor doméstico
Un servidor doméstico es un servidor ubicado en un computador privado que proporciona servicios a otros dispositivos llamados Clientes dentro o fuera del hogar a través de una red doméstica privada o Internet. Estos servicios pueden tener incluido un servicio de transferencia de archivos e colocación de impresoras, un servicio de centro multimedia, un control de automatización del hogar, un servicio web ( local o en la red, un almacenamiento en caché, el intercambio y sincronización de archivos, video vigilancia y una grabadora de vídeo digital, intercambio y sincronización de calendarios y contactos, cuenta autenticación y servicios de respaldo. Últimamente, se ha vuelto muy habitual ejecutar literalmente cientos de aplicaciones como contenedores, aislados del sistema operativo principal.
Debido al número relativamente bajo de computadoras en una red doméstica típica, un servidor doméstico normalmente no requiere una grande potencia informática. Los servidores domésticos se pueden instalar en forma "hágalo usted mismo" con una computadora antigua reutilizada o una computadora de enchufe;  A veces se utiliza una fuente de alimentación ininterrumpida (UPS) para proteger el sistema de cortes de energía que posiblemente puedan afectar los datos.

## Servicios proporcionados por servidores domésticos.

### Administración y configuración
Los servidores de casa en la mayoría de casos funcionan sin ser controlados y pueden administrarse de forma remota a través de un shell de comandos o remotamente a través de un sistema de escritorio remoto como RDP, VNC, Webmin, Apple Remote Desktop.
Algunos sistemas operativos de servidores domésticos (como Windows Home Server) incluyen una interfaz gráfica de usuario (GUI) centrada en el consumidor para la instalación y configuración que está disponible en las computadoras domésticas en la red doméstica (y de forma remota a través de Internet mediante acceso remoto).

### Almacenamiento centralizado
Los servidores domésticos a menudo actúan como almacenamiento conectado a la red (NAS), lo que proporciona el principal beneficio de que los archivos de todos los usuarios se pueden almacenar de forma centralizada y segura, con permisos flexibles que se les aplican. Se puede acceder fácilmente a dichos archivos desde cualquier otro sistema de la red, siempre que se proporcionen las credenciales correctas.
Los servidores que ejecutan Unix o Linux con la suite Samba gratuita (o ciertos productos de Windows Server) pueden proporcionar control de dominio, scripts de inicio de sesión personalizados y perfiles móviles a usuarios de ciertas versiones de Windows. Esto permite que un usuario inicie sesión desde cualquier máquina del dominio y tenga acceso a su carpeta "Documentos" y a preferencias personalizadas de Windows y aplicaciones; no se necesitan varias cuentas en cada computadora de la casa.

### Servicio de medios
Los servidores domésticos se utilizan también para servir contenido multimedia, incluidas fotos, música y vídeos, a otros dispositivos del hogar. Utilizando protocolos estándar como DLNA o sistemas propietarios como iTunes, los usuarios pueden acceder a sus medios almacenados en el servidor doméstico desde cualquier habitación de la casa.

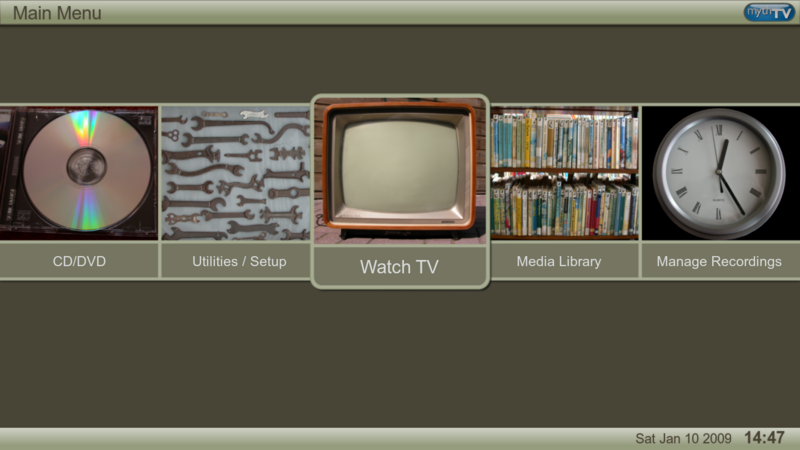
Un menú típico de MythTV.

Windows Home Server soporta la transmisión de medios a Xbox 360 y a otros receptores DLNA de medios basados en  la tecnología integrada Windows Media Connect. Algunos fabricantes de dispositivos Windows Home Server, como HP, fascilitan esta funcionalidad con una implementación DLNA completa.
Hay muchos programas de código abierto y completamente operativos para entregar medios disponibles para Linux. LinuxMCE es un ejemplo, que permite que otros dispositivos arranquen desde una imagen de disco duro en el servidor, lo que les permite convertirse en dispositivos como decodificadores; Asterisk, Xine, MythTV, VideoLAN o SlimServer.
En un servidor de marca Apple Macintosh, las opciones incluyen iTunes, PS3 y Elgato. Para los Mac que están conectados directamente a los televisores, Boxee puede actuar como una interfaz de centro multimedia con todas las funciones.
Los servidores deben estar siempre encendidos, por lo que un sintonizador de radio o TV permite programar la grabación en cualquier momento.

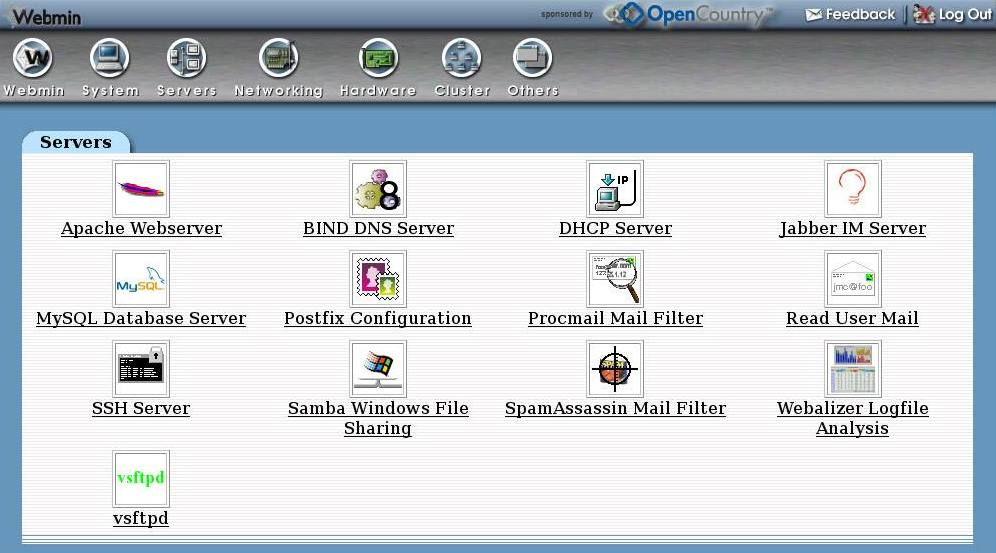
La interfaz Webmin como aparecería en un navegador web estándar.

### Servidor web
Un Servidor web sirve para compartir archivos de forma fácil y pública o en la red privada. Otros sirven para colocar páginas web y las ofrecen directamente desde su casa. Los servidores web utilizados en servidores domésticos operan con aplicaciones de servidor Apache de fuente abierta e IIS de Windows.

#### Proxy Web
Un Servidor Proxy Web se puede utilizar para acelerar el acceso web cuando varios usuarios visitan los mismos sitios web y para evitar el software como un Cortafuegos (Firewall) bloquea la comunicación. Los servidores proxy públicos son lentos y penetrables, y el Servidor Proxy agrega seguridad.

### Correo electrónico (E-mail)
Servidores domésticos tiene una función para administrar los correos electrónicos de propietarios de un dominio de internet. Las ventajas son tener buzones de correo mucho más grandes y un tamaño de mensaje máximo que la mayoría de los servicios de correo electrónico comerciales. El acceso al servidor, al estar en la red local, es mucho más rápido que utilizar un servicio externo. Esto también aumenta la seguridad ya que los correos electrónicos no estén en un servidor externo.

### BitTorrent
BitTorrent es un protocolo inventado por Bram Cohen en 2001 que puede ser ejecutado por un Servidor doméstico para descargar y compartir archivos codificados en un archivo Torrent, y porque algunos archivos pueden tardar mucho tiempo en bajarse este protocolo es ideal para funcionar en una conexión continua o con interupciones. Hay muchos sistemas clientes basados en texto, como rTorrent o μtorrent, que son gratuitos. BitTorrent también posibilita que aquellos con ancho de banda limitado distribuyan archivos grandes a través de Internet.

### Gopher
El protocolo Gopher es un protocolo de transferencia de archivos de hipertexto anterior a la World Wide Web y que fue popular a principios de los años 1990. Muchos de los servidores Gopher restantes se ejecutaban en servidores domésticos que utilizaban PyGopherd y el servidor Gopher Bucktooth.

### Automatización del hogar
La domótica requiere de un dispositivo en el hogar que esté disponible las 24 horas del día, los 7 días de la semana. Estos controladores de automatización del hogar generalmente se ejecutan en un servidor doméstico.

### Monitoreo de seguridad
Soluciones CCTV DVR permiten la grabación con cámaras de video registradas en un servidor doméstico por motivos de seguridad. El vídeo se puede ver en ordenadores u otros dispositivos.
Se puede conectar una serie de cámaras web con conexión USB a un servidor doméstico logrando un sistema CCTV básico. Opcionalmente, estas imágenes y secuencias de vídeo pueden estar disponibles a través de Internet utilizando protocolos estándar de transferencia de datos.

### Aplicaciones familiares
Los servidores domésticos pueden actuar como anfitriones de aplicaciones orientadas a la familia como por ejemplo Alexa de Amazon, como un calendario familiar, listas de tareas pendientes tareas domésticas y tableros de mensajes. Alexa tiene la posibilidad de control de voz.

### IRC y mensajería instantánea
Gracia a que un servidor doméstico está siempre en línea conectado, un cliente IRC o de mensajes instantáneos tendrá una alta disponibilidad en el Internet. El cliente de chat podrá registrar la actividad que ocurre incluso cuando el usuario no está en la computadora, por ejemplo durmiendo o en el trabajo o la escuela. Los clientes textuales como Irssi y tmsnc se pueden separar usando GNU Screen, por ejemplo, y los clientes gráficos como Pidgin se pueden separar usando xmove. Quassel ofrece una versión específica para este tipo de uso. Los servidores domésticos también se pueden utilizar para ejecutar servidores XMPP personales y servidores IRC.

### Juegos en línea
Juegos de para múltiples usuarios como Continuum, Tremulous, Minecraft y Doom tienen software de servidor disponible que los usuarios pueden descargar y utilizar para ejecutar su propio servidor de juegos privado. Estos servidores se acceden con una contraseña, por lo que sólo las personas como miembros de un grupo o jugadores registrados pueden acceder a este servidor. Los otros usuarios se conectan en modo público y pueden conectarse con la ubicación sin clave si obtienen una gran cantidad de jugadores.

### Redes sociales federadas
Los servidores domésticos se pueden utilizar para alojar redes sociales federadas distribuidas como Diaspora y GNU Social. Los protocolos de federación como ActivityPub permiten que los servidores domésticos pequeños interactúen de manera significativa y den la percepción de estar en una gran red social tradicional. La federación no se limita sólo a las redes sociales. Se están desarrollando muchos servicios web nuevos e innovadores de software libre que pueden permitir a las personas alojar sus propios vídeos, fotografías, blogs y seguir participando en redes federadas más grandes.

### Plataforma de terceros
Los servidores domésticos pueden ser plataformas que permiten crear y agregar productos de desarrolladores terceros. Windows Home Server proporciona un kit de desarrollo de software.  De manera similar, Tonido proporciona una plataforma de aplicaciones que se puede ampliar escribiendo nuevas aplicaciones utilizando su SDK.

## Sistemas operativos
Los servidores domésticos pueden operar en distintos sistemas operativos. Los desarrolladores que construyen servidores domésticos han utilizado sistemas como Linux, Microsoft Windows, BSD, Solaris o Unix.

## Hardware
Los computadores monoplaca se pueden utilizar para incorporar un servidores domésticos, muchos de ellos son dispositivos ARM. Las computadoras de escritorio y portátiles antiguas también se pueden reutilizar como servidores domésticos.